# Nacionalna arena Toše Proeski
"Nacionalna arena Toše Proeski" je višenamjenski stadion u Skoplju, u Sjevernoj Makedoniji. Najčešće se koristi za nogometne utakmice, ali se koristi i za koncerte i ostale događaje. Na njemu svoje domaće utakmice igraju FK Vardar, FK Rabotnički i Sjevernomakedonska nogometna reprezentacija, a igraju i ostali klubovi iz Sjeverne Makedonije u europskim natjecanjima. Kapaciteta je 36.460 mjesta, a prije obnove 2009. kapacitet je iznosio 18.500 mjesta.

## Obnova i proširenje
Izgradnja nove sjeverne tribine je završena u kolovozu 2009. godine, a u rad puštena 2. kolovoza, na makedonski državni praznik Ilinden. 12. kolovoza Makedonska nogometna reprezentacija odigrala je na obnovljenom stadionu prijateljsku utakmicu sa Španjolskom, u sklopu 100. godišnjice nogometa u Makedoniji. U rujnu 2009. krenulo se s izgradnjom nove zapadne i istočne tribine. Do sredine srpnja 2012., većina stadiona je završena s obnovom novog travnjaka i atletske staze. 25. srpnja 2012., u utakmici 2. pretkola Lige prvaka, Vardar je igrao na novom travnjaku protiv BATE iz Borisova. 

## Promjene imena
Prvo se zvao stadion Gradski park nazvan po lokaciji u Gradskome vrtu u Skoplju. 
Početkom rekostrukcije 2008 dobio je ime Nacionalna arena Filip II. Makedonski, a u vrijeme Super Cupa Telekom je bio sponzor Arene te je tako imenovana. 
Godine 2019. na 129. sjednici vlade Republike Makedonije, donosi se odluka o preimenovanju stadiona u Toše Proeski Arena.